# Most Jicchaka Navona
Most Jicchaka Navona (hebrejsky גשר יצחק נבון‎), dříve známý jako Jehuditin most (hebrejsky גשר יהודית‎), je most pro pěší a cyklisty přes Ajalonskou dálnici a Nachal Ajalon, který spojuje čtvrť Montefiore se čtvrtí Bicaron v Tel Avivu. Má vytvořit další spojení mezi centrem Tel Avivu a čtvrtěmi východně od Ajalonské dálnice a sloužit cestujícím stanice Jehudit na červené lince rychlodráhy.
Most je ocelový, 110 metrů dlouhý, 11 metrů široký a 15 metrů vysoký. Tvoří ho přibližně 1 400 tun oceli, z níž je celá konstrukce a zábradlí. Na mostě se nachází cyklostezka a chodník pro pěší s dřevěnou podlahou.

## Stavba mostu
Projektování bylo zahájeno v roce 2010. Architektem mostu je firma NCArchitects, projektantem stavby firma Rokach & Ashkenazi - Consulting Engineers a krajinářským architektem firma Morija-Sekeli. Plán mostu byl schválen v roce 2014. Na začátku roku 2017 bylo vypsáno výběrové řízení na stavbu mostu a pro jeho výstavbu byla vybrána firma Oron Group společně s kovovýrobou ha-Giv'a, která podobnou metodou postavila i most v Beer Ševě.
Stavba byla zahájena v září 2017 a její dokončení bylo plánováno na červenec 2019. Náklady na výstavbu mostu činily 68 milionů nových izraelských šekelů z rozpočtu města Tel Aviv.
Pokládka ocelových nosníků, která vyžaduje uzavření Ajalonské dálnice, měla probíhat šest sobot od konce srpna 2018, ale po protestech ultraortodoxních stran proti znesvěcení šabatu ministr dopravy Jisra'el Kac nařídil práce na mostě zastavit. Po měsíci kontaktů mezi městem a ministerstvem dopravy, během něhož ministerstvo nebylo schopno objasnit, zda a kdy budou práce pokračovat, podalo město proti ministrovu rozhodnutí petici k Nejvyššímu soudu.
Po projednání petice a na základě připomínek soudců při jednání oznámilo státní zastupitelství souhlas ministerstva dopravy s prováděním prací o šabatu v souladu s původním plánem. V důsledku toho byly 25. ledna 2019 zahájeny práce na pokládce ocelových nosníků.
Most byl otevřen pro dopravu 20. ledna 2020 s přibližně šestiměsíčním zpožděním oproti plánovanému termínu.

## Kritika
Novinářka Mejrav Moran se domnívá, že by bylo lepší investovat do ostatních mostů přes Ajalonskou dálnici. Podle ní by se mělo investovat do zastřešení a zastínění širokých chodníků. Podobný názor vyjádřila i novinářka Ester Zandberg.
Jeho oficiální název podle telavivské samosprávy zní „most Jicchaka Navona“, ale existují skupiny, které tvrdí, že by se měl jmenovat „Jehuditin most“, jak tomu bylo v jeho prvních letech. Mezi tyto subjekty a organizace patří Klinika právního feminismu na Haifské univerzitě a také obyvatelé blízkých čtvrtí Montefiore a Bicaron.

## Galerie

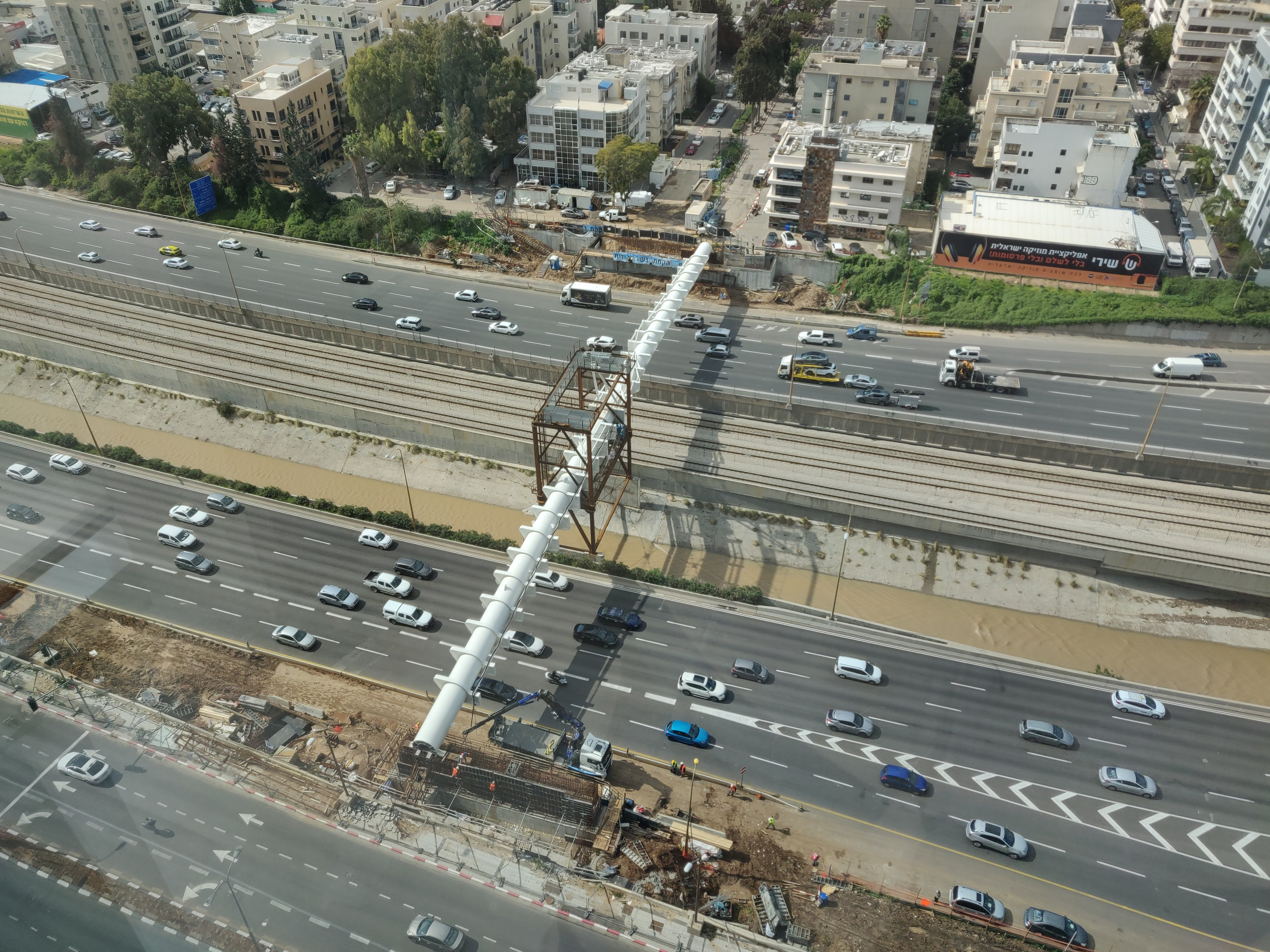
Most Jicchaka Navona v době výstavby, únor 2019
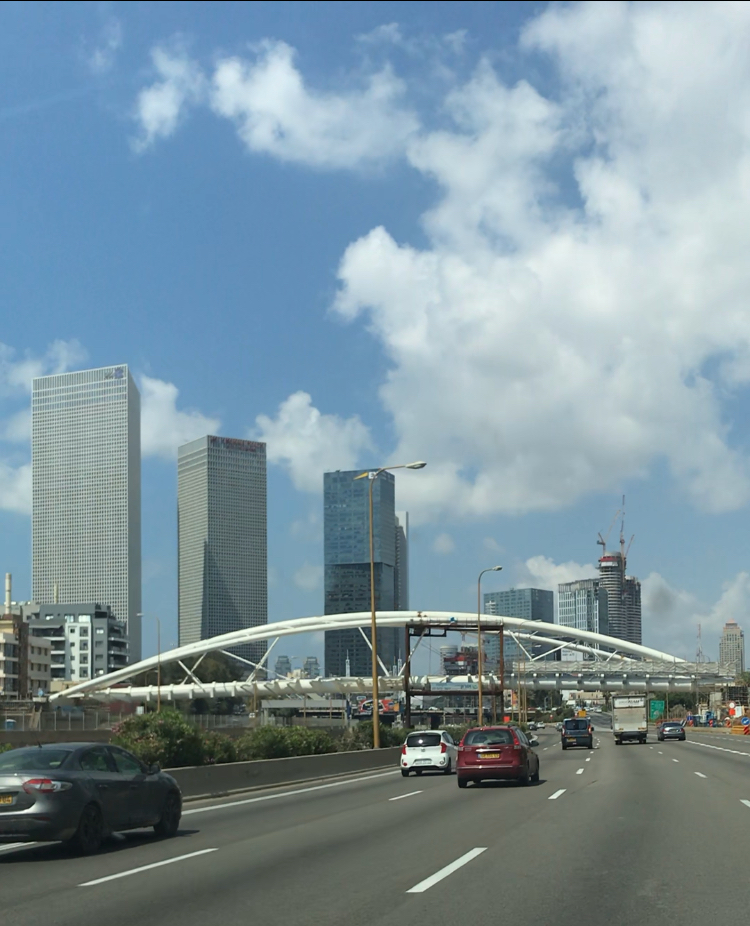
Práce na mostě Jicchaka Navona, duben 2019
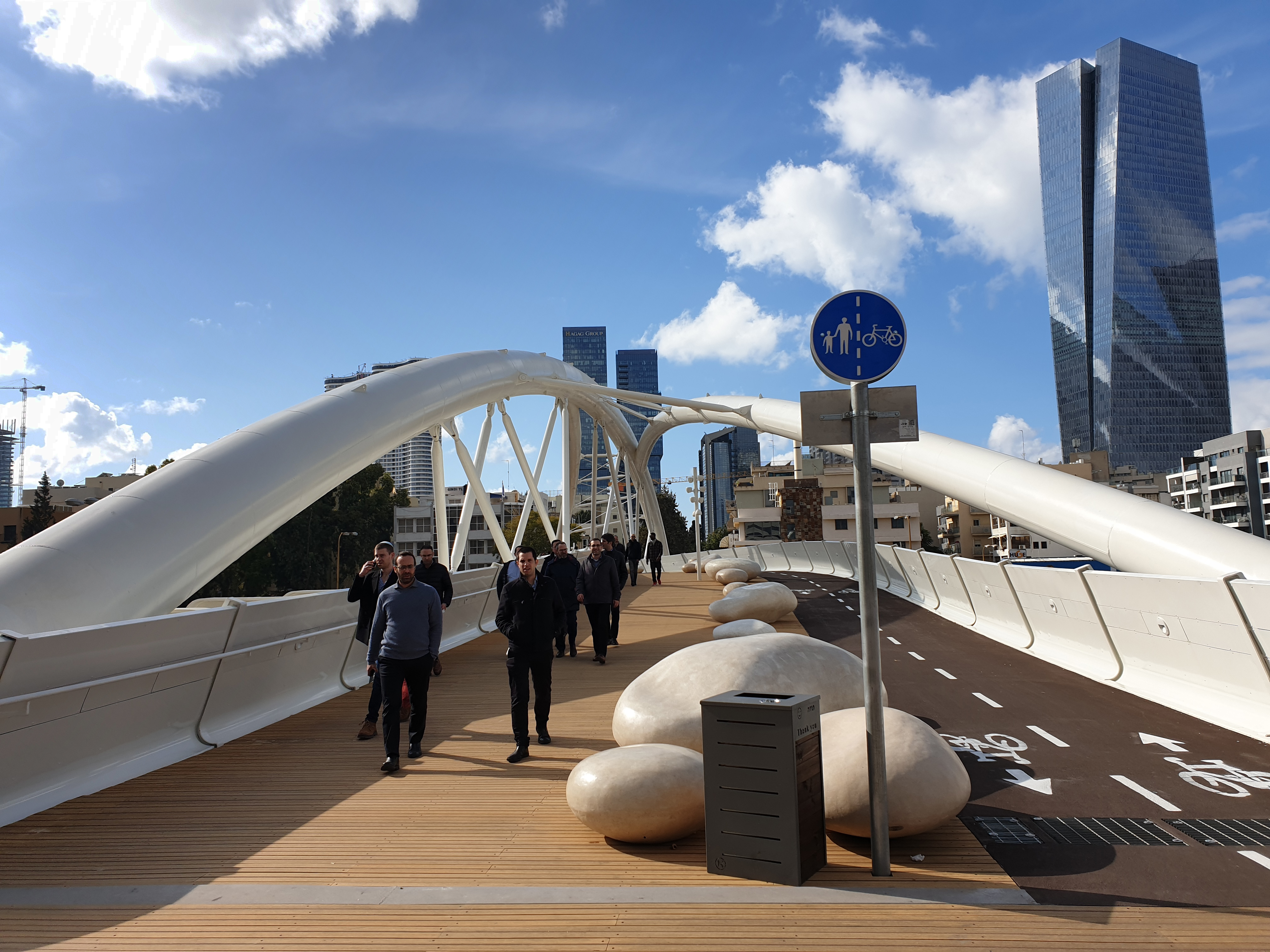
Most Jicchaka Navona při pohledu z ulice Jig'ala Alona na západě
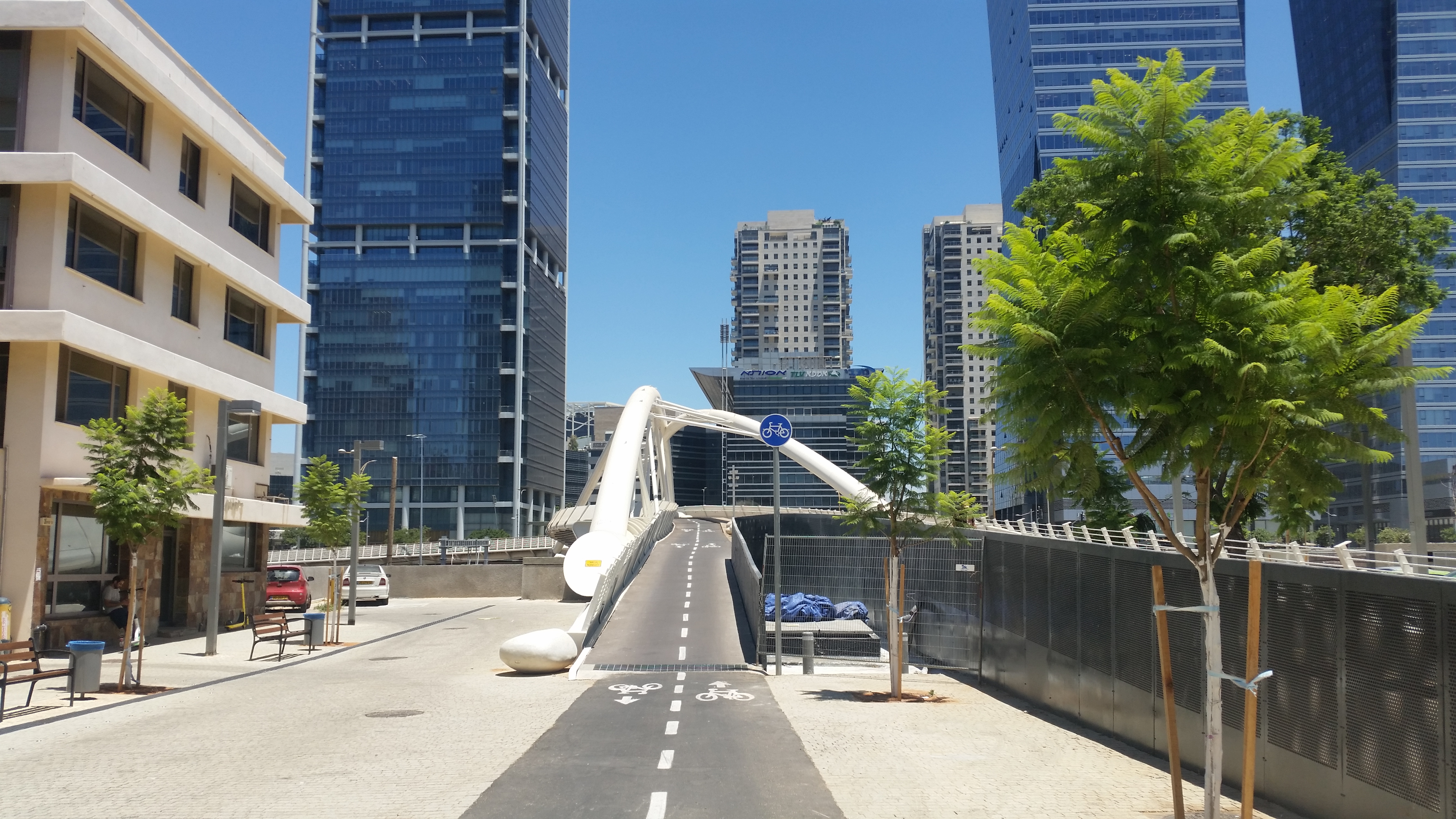
Cyklostezka na mostě Jicchaka Navona
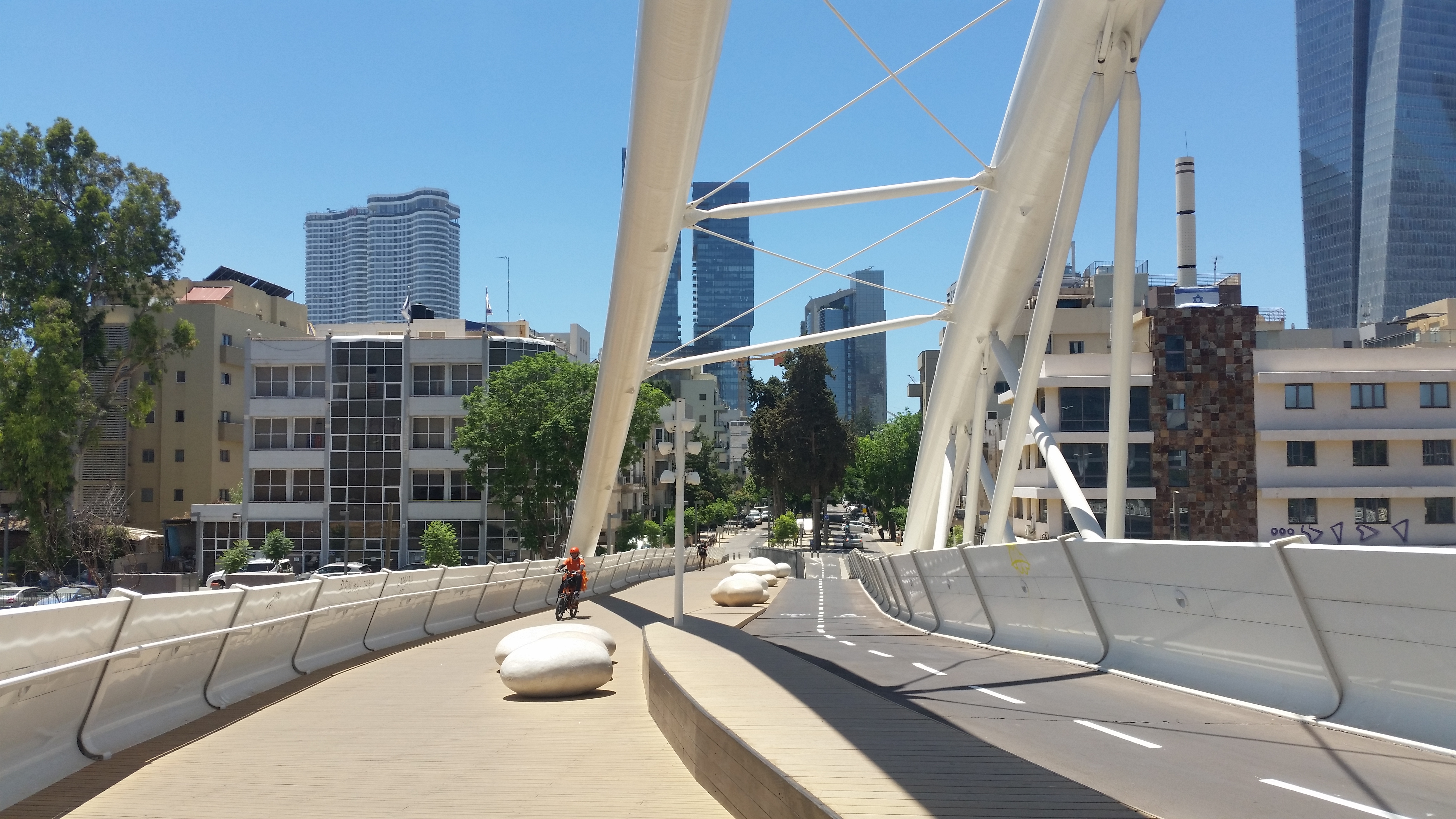
Most Jicchaka Navona při pohledu na čtvrť Montefiore
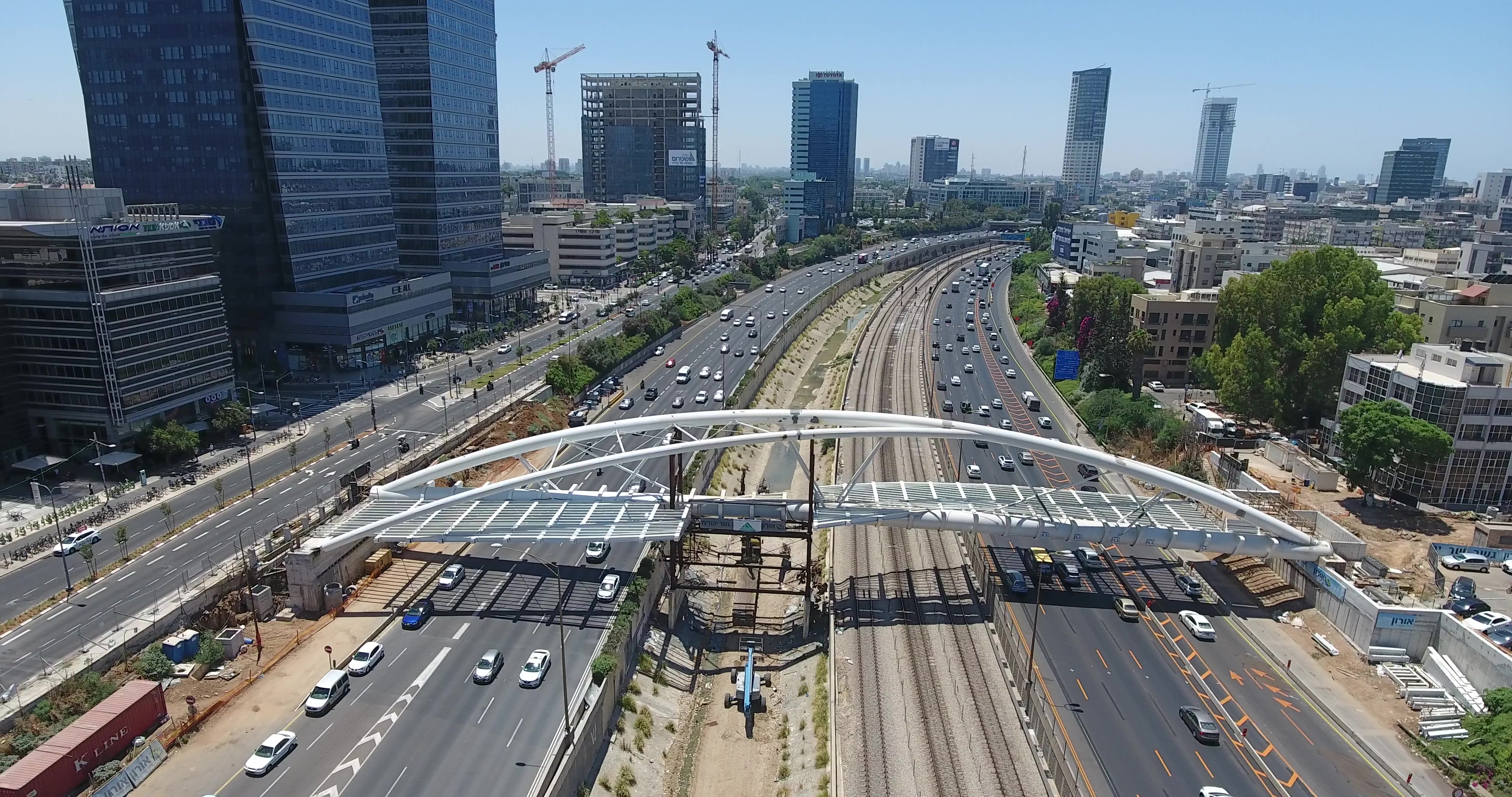
Most Jicchaka Navona v době výstavby, červenec 2019